# Хотел „Гајар”
48° 52′ 55″ N 2° 18′ 38″ E / 48.88194° С; 2.31056° И
Хотел „Гајар” (фр. L'hôtel Gaillard) је париска вила, коју је на захтев банкара Емила Гајара пројектовао архитекта Џулс Февријер. Грађен је у периоду од 1878. до 1882. године, а смештен у 17. арондисману Париза.

## Историјат
Емил Гајар био је француски банкар, а банку је основао његов деда Теодор Франсоа Гајар у 18. веку у Греноблу. Његов отац, Теодор Еуген Гајар био је градоначелник Гренобла у периоду од 1858. до 1865. године. Током банкарксе каријере, Емил је учествовао у финансирању железничких мрежа, управљао богатством Анрија V, а био је и банкар Виктора Ига. Гајар је такође био колекционар ренесансне уметности, коју су чинили уметнички предмети, таписерија и уметничка дела. С обзиром да није имао где да држи ове предмете, одлучио је да изгради вилу, данашњи хотел „Гајар”, чији је архитекта Џулс Февријер, а радови су кренули 1878. године. 
Вила је изграђена у ренесансном стилу, чији је циљ био да нагласи уметничку колекцију Емила Гајара. Пре изградње, архитекта је посетио дворац Блоа. У часопису La Semaine des constructeurs 1882. године написано је да је архитекта Февријер био инспирисан дворцем Блоа, као и да је испитивао његове детаље, план и украсе. Године 1885. Гајар је са својом супругом у вили приредио бал, на који је позвано више од 2000 гостију. Емил је госте дочекао обучен у одећу Анрија II Валоа. Наком смрти Гајара, његова колекција продата је хотелу Дурот, 1904. године.
Зграда је била празна, све док 1919. године није продата Француској банци и постала једна од њихових филијала. Радове на обнови извео је архитекта Алфон Дефрас између 1919. и 1921. године. Подзаконским актом из 12. априла 1999. године, хотел је заведен као споменик културе.